# Вейгелин, Константин Евгеньевич
Константи́н Евге́ньевич Вейге́лин  (20 сентября 1882 года, Оренбург — 1943 год) — русский советский авиационный инженер, историк и популяризатор авиации.

## Биография
Константин Вейгелин окончил Петербургский политехнический институт в 1912 году. 
В 1914—1917 гг. преподавал на Офицерских теоретических курсах авиации в Петербурге. Работал в военном аэроклубе. С 1918 года служил инженером-экспериментатором в Красном воздушном флоте. В 1930-е работал в ЦАГИ и преподавал в Московском авиационном институте.
Участник Русско-японской войны.
Автор многочисленных работ по истории авиации и воздухоплавания. Печатался в журналах «В мастерской природы» , «Воздухоплаватель» и др.